# EA Sports UFC 2
EA Sports UFC 2 est un jeu vidéo de combat (Ultimate Fighting Championship) développé par EA Canada et SkyBox Labs, édité par Electronic Arts, sorti en 2016 sur PlayStation 4 et Xbox One.

## Accueil
- Jeuxvideo.com : 17/20[1]